# Villa de San Francisco
Villa de San Francisco – gmina (municipio) w południowym Hondurasie, w departamencie Francisco Morazán. W 2010 roku zamieszkana była przez około 10,1 tys. mieszkańców. Siedzibą administracyjną jest miejscowość Villa de San Francisco.

## Położenie
Gmina położona jest we wschodniej części departamentu. Graniczy z gminami:
- San Juan de Flores od północy,
- Valle de Ángeles i Morocelí od południa,
- Morocelí od wschodu,
- Valle de Ángeles i Dystrykt Centralny od zachodu.

## Miejscowości
Według Narodowego Instytutu Statystycznego Hondurasu na terenie gminy położone były następujące miejscowości:
- Villa de San Francisco
- El Coyolito
- El Hato
- El Pedregal
- Guarumas